# 까치
까치(학명: Pica serica 피카 세리카[*])는 까마귀과 까치속의 동아시아에 분포하는 텃새다.
까치는 날개길이 17cm, 꽁지길이 24cm 정도다. 암수 모두 깃털이 검은색과 흰색으로 이루어졌으며, 꼬리는 검은색으로 길다. 특히 가운데꼬리깃이 길다. 부리는 검은색으로, 높고 다소 짧다. 둥지는 높은 나뭇가지에 틀고 때로는 전봇대나 송전선을 이용한다. 드물게는 땅 위 4m 높이의 소나무와 전나무 등 침엽수의 나뭇가지에 둥지를 트는 경우도 있다. 둥지는 마른 나뭇가지를 주재료로 하여 둥근 모양으로 틀고, 다소 흙을 이용하여 굳히며 옆쪽에 출입구를 낸다. 둥근 날개를 펄럭이며 비교적 천천히 난다.

## 산란기
산란기는 2-5월이며 연 1회 번식하고, 한배의 산란수는 2-7개이다. 번식기에는 머리 꼭대기의 깃털을 세우거나, 꼬리를 높이 치켜들고 꼬리 끝을 넓게 폈다 접었다 하면서 구애 행동을 한다. 알은 엷은 녹색바탕에 어두운 갈색과 잿빛의 얼룩점이 퍼져 있다. 새끼는 알을 품은 지 17-18일 만에 부화하고, 그 뒤 22-27일 만에 둥지를 떠난다. 암컷이 알을 품고 있는 동안 수컷은 암컷에게 먹이를 날라다 준다.

## 식성
식성은 잡식성으로 작은 물고기, 곤충, 곡식, 쥐 등을 먹고 숲의 해충을 잡아먹어 사람에게 이로움을 주나, 과수원이나 밭에서 과일 등의 작물에 피해를 끼치는 일이 있어서 인간에게 해를 끼치기도 한다. 또한 산란기에 집을 짓는 동안에 사람들이 접근하면 공격하기 때문에 위험하다.

## 대한민국에서

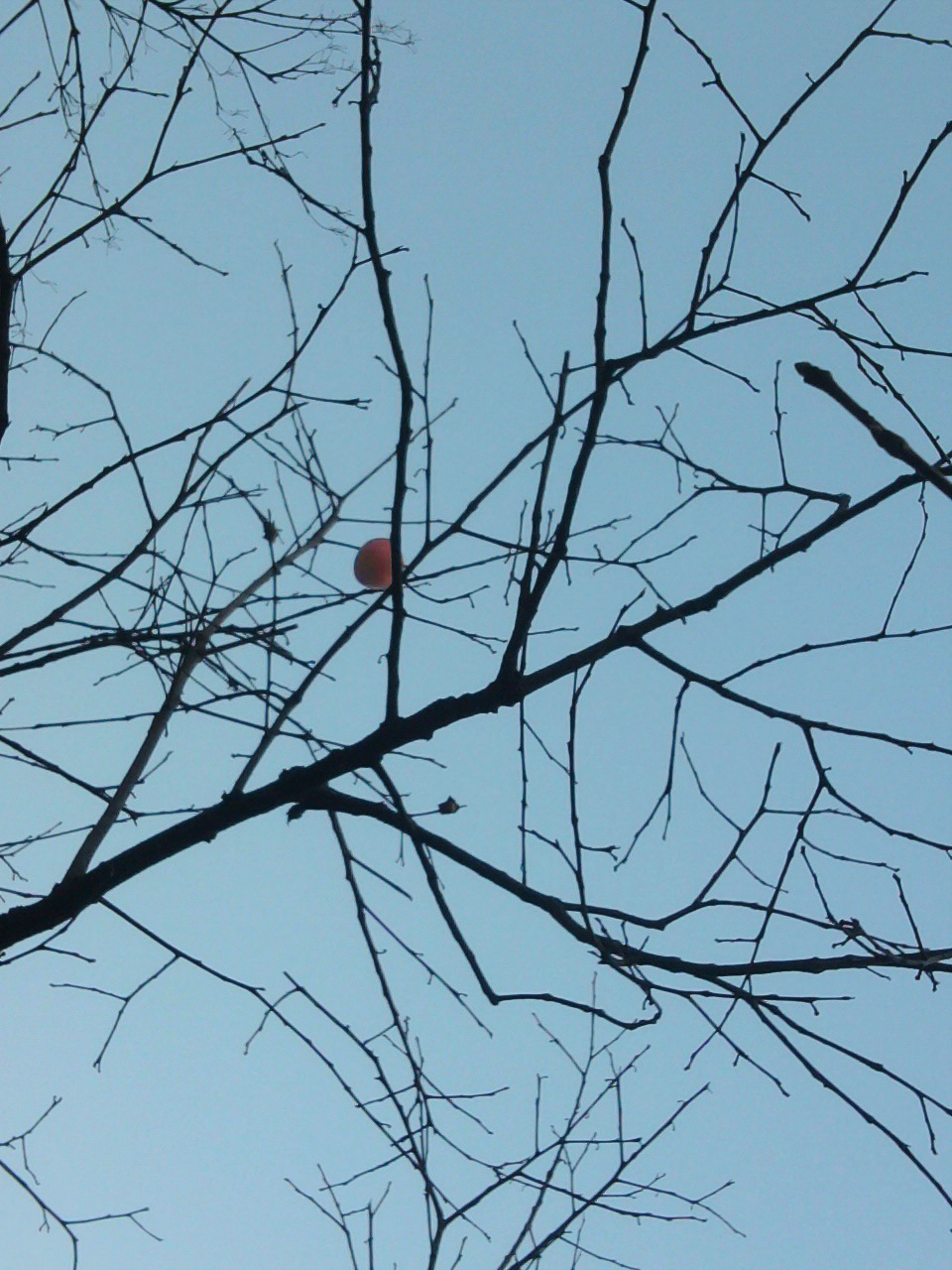
까치밥

까치는 까마귓과로 까마귀와 별 다른 차이점을 가지지 않는 새이다. 까치는 한국에서 예로부터 길조로 여겨져 왔다. 아침에 집앞에서 까치가 울면 반가운 손님이 와서 길조로 여기기도 한다.
대한민국 농민들은 감 따위의 과일을 수확할 때에도 까치밥이라 하여 잘 익은 홍시 같은 여분의 과일을 그대로 남겨두기도 하였다.
설날에 대한 노래에도 까치가 들어 있으며, 이밖에 동요에서도 어렵지 않게 까치를 찾을 수 있다. 그러나 까치 까치 설날은~에서의 '까치설날'은 '아치설날'이 변한 말이다.
또한 어린아이들의 유치를 빼면 지붕 위에 던지는 풍습이 있는데, 이 이유는 까치가 이걸 가지고 새 이를 준다고 믿는 풍습이 있기 때문이다.
제주도에는 센 바람으로 인해서 까치가 없었으나, 근래 까치를 방사하여 제주도에도 까치가 살게되었다. 까치는 외래종의 교란 생물로 제주도의 생태계에 변화를 가져왔다고 보고 되었다. 까치는 본래 활엽수에 둥지를 트는데, 제주도에서는 센 바람에 날아가지 않도록 침엽수에 집을 짓도록 적응하였다. 제주에는 매와 조롱이 등 맹금류와 같은 까치의 천적이 거의 없다.
유라시아까치의 아종으로 알려졌으나, 한국에 분포하는 무리인 한국까치(P. pica serica)는 다른 무리와 뚜렷한 차이가 있어 다른 종으로 분리해서 보아야 한다는 주장이 있었으며 2003년 mtDNA DNA 분석 연구에 의해 유라시아까치의 아종이 아닌 별개의 종(P. serica)으로 분리되었다.

### 상징
한국의 많은 지역들이 까치를 시/군/구조로 지정하고 있다.
- 전라북도의 도조(道鳥)
- 충청북도의 도조
- 광주 동구의 구조(區鳥)
- 광산구의 구조(區鳥)
- 서울특별시의 시조(市鳥)
- 성남시의 시조
- 안성시의 시조
- 양주시의 시조
- 김포시의 시조
- 이천시의 시조
- 광명시의 시조
- 고양시의 시조
- 의왕시의 시조
- 군포시의 시조
- 공주시의 시조
- 김해시의 시조
- 밀양시의 시조
- 경주시의 시조
- 상주시의 시조
- 경산시의 시조
- 안동시의 시조
- 구미시의 시조
- 영주시의 시조
- 청주시의 시조(과거에는 청원군의 군조였다.)
- 함안군의 군조(郡鳥)
- 청도군의 군조
- 영양군의 군조
- 강진군의 군조
- 합천군의 군조
- 단양군의 군조
- 보은군의 군조
- 완주군의 군조
- 순창군의 군조
- 진천군의 군조
- 괴산군의 군조
- 홍천군의 군조
- 고성군(경상남도)의 군조
- 홍성군의 군조
- 음성군의 군조

## 둥지
겨울동안 암수가 함께 둥지를 짓는다. 둥지를 짓는 기간은 매우 길어 초봄까지 이어진다. 주로 길고 곧고 낭창낭창한 나뭇가지를 물어다 짓는데 때로는 철사나 전선 등을 물어다 둥지를 짓는 데 이용하기도 한다.
나뭇가지는 직접 부러뜨려 가져오는 것이 일반적이나 때로는 다른 까지의 둥지에서 훔쳐다 쓰기도 한다.
까치는 둥지에 쓸 나뭇가지를 부러뜨릴 때 부리와 자기 몸무게를 이용한다.
완성된 둥지는 약 1.5kg정도로 새의 둥지 치고는 상당히 무거우며 이를 지탱할 수 있는 크고 높고 튼튼한 나무의 가운데 줄기나 전신주 송전탑 등 안정된 곳을 선택해 짓는다.
나무가 자라나면 50센티에서 1미터 정도의 간격을 두고 위쪽으로 옮겨 둥지를 새로 짓기도 한다.
이런 이유로 미루나무 등 길고 곧은 나무에 까치집이 2층 3층으로 지어진 것을 볼 수 있다.

## 지능
까치는 약 6살 아이 정도의 지능이 있으며, 2008년도 연구결과에 따르면, 까치는 포유류 이외의 종에서 최초로 거울을 인식하는 능력을 가졌다는 것이 밝혀졌다.

## 사진

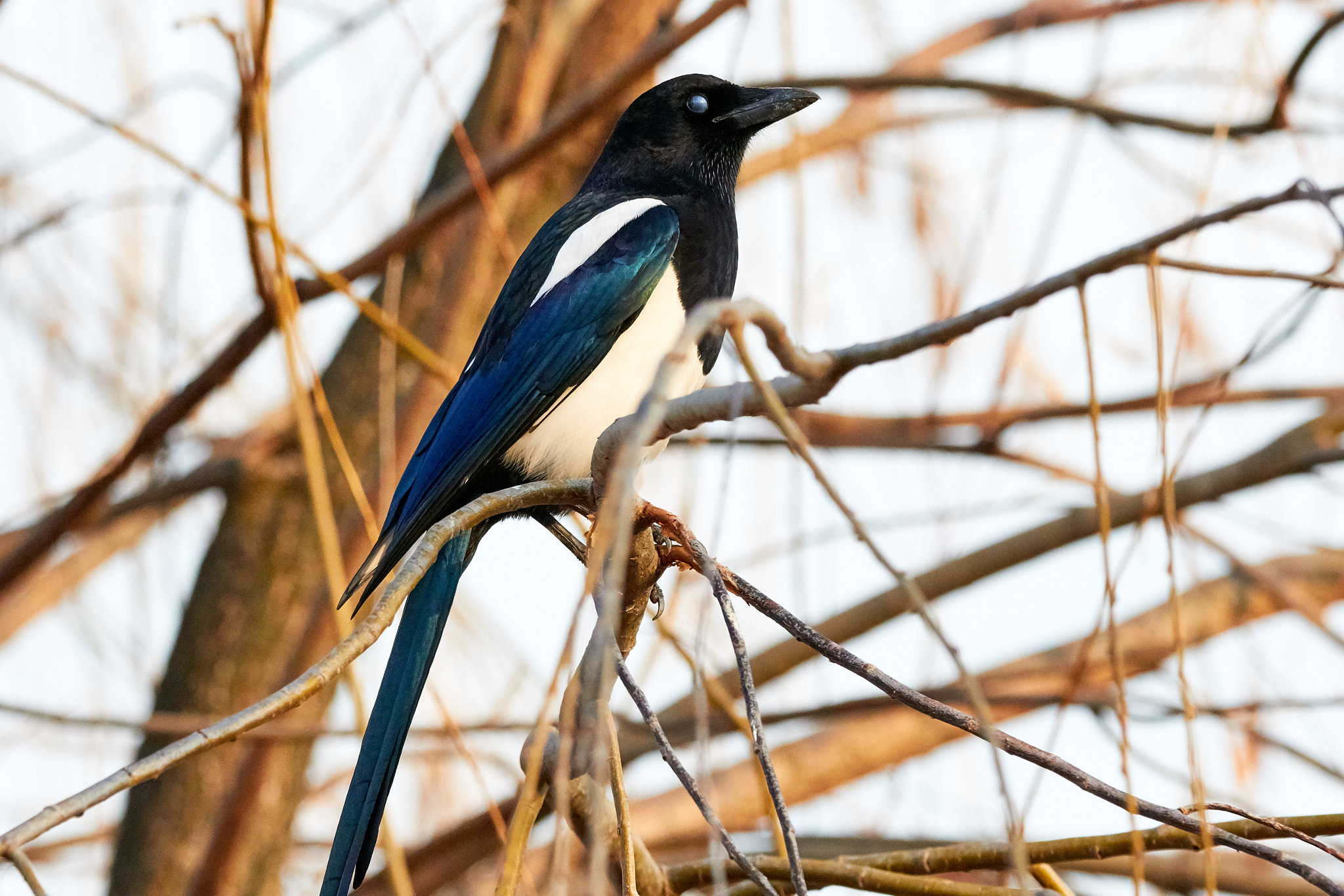
대한민국
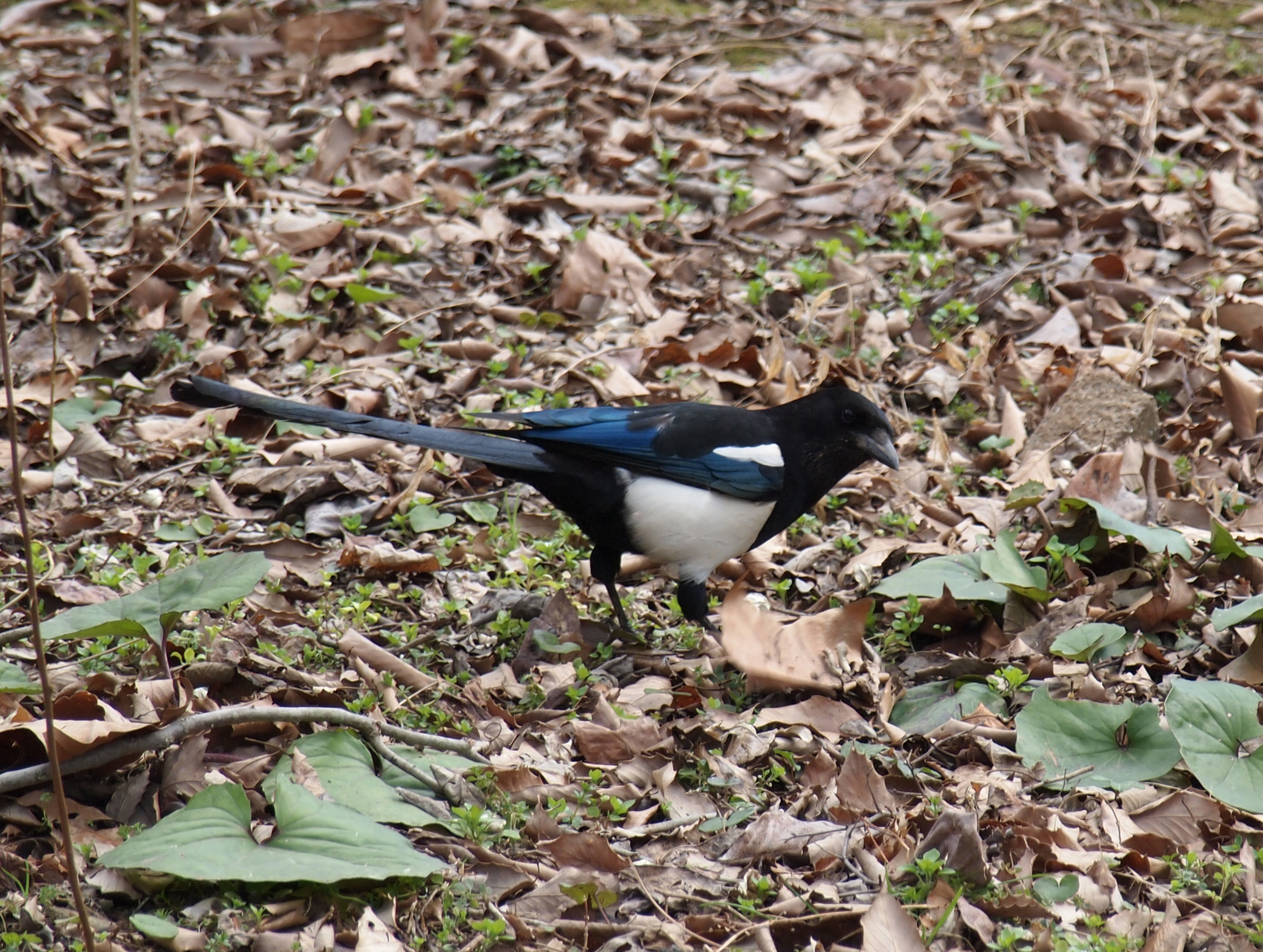
제주도 한라산
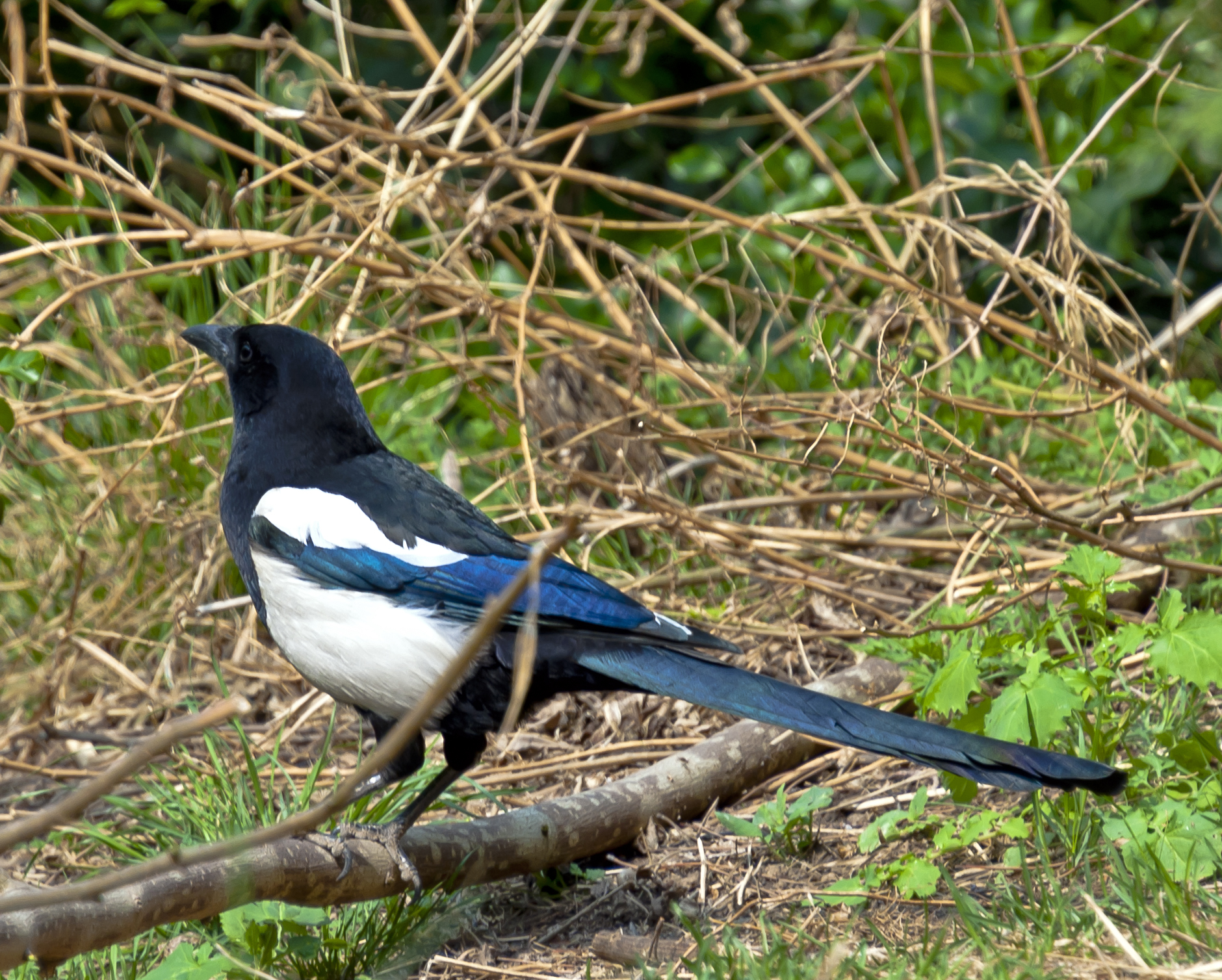
중화인민공화국 베이징
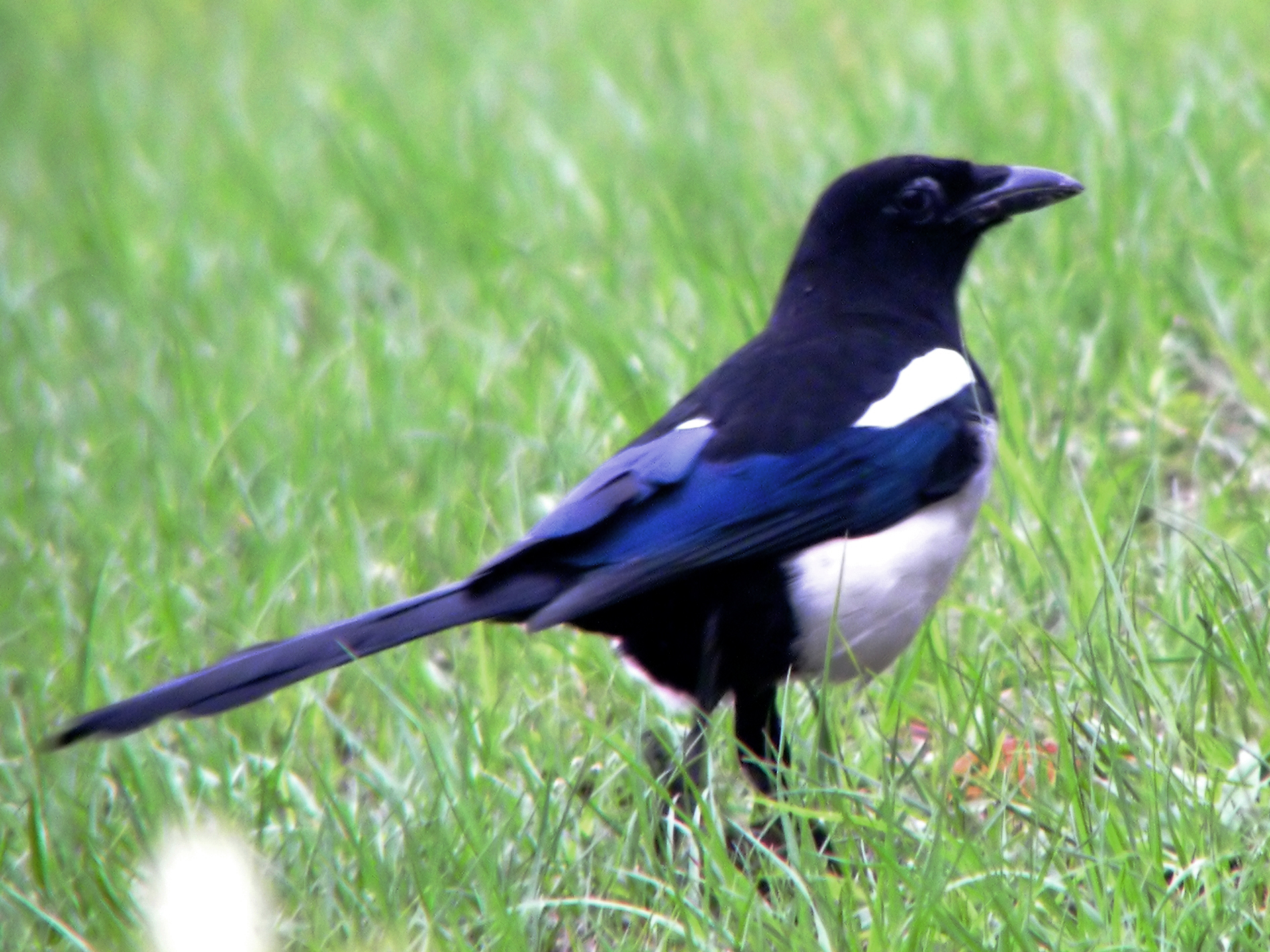
홍콩
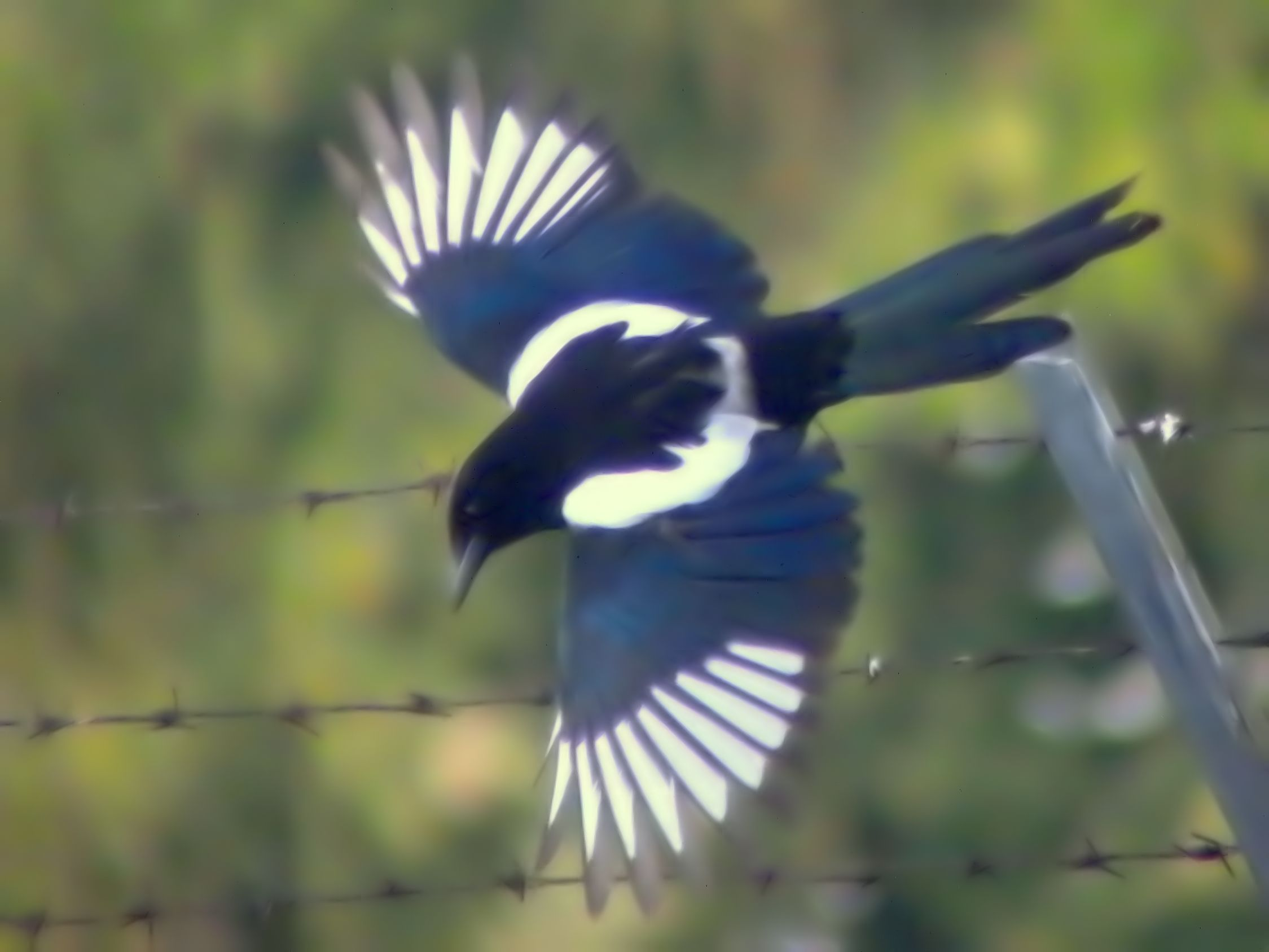
홍콩
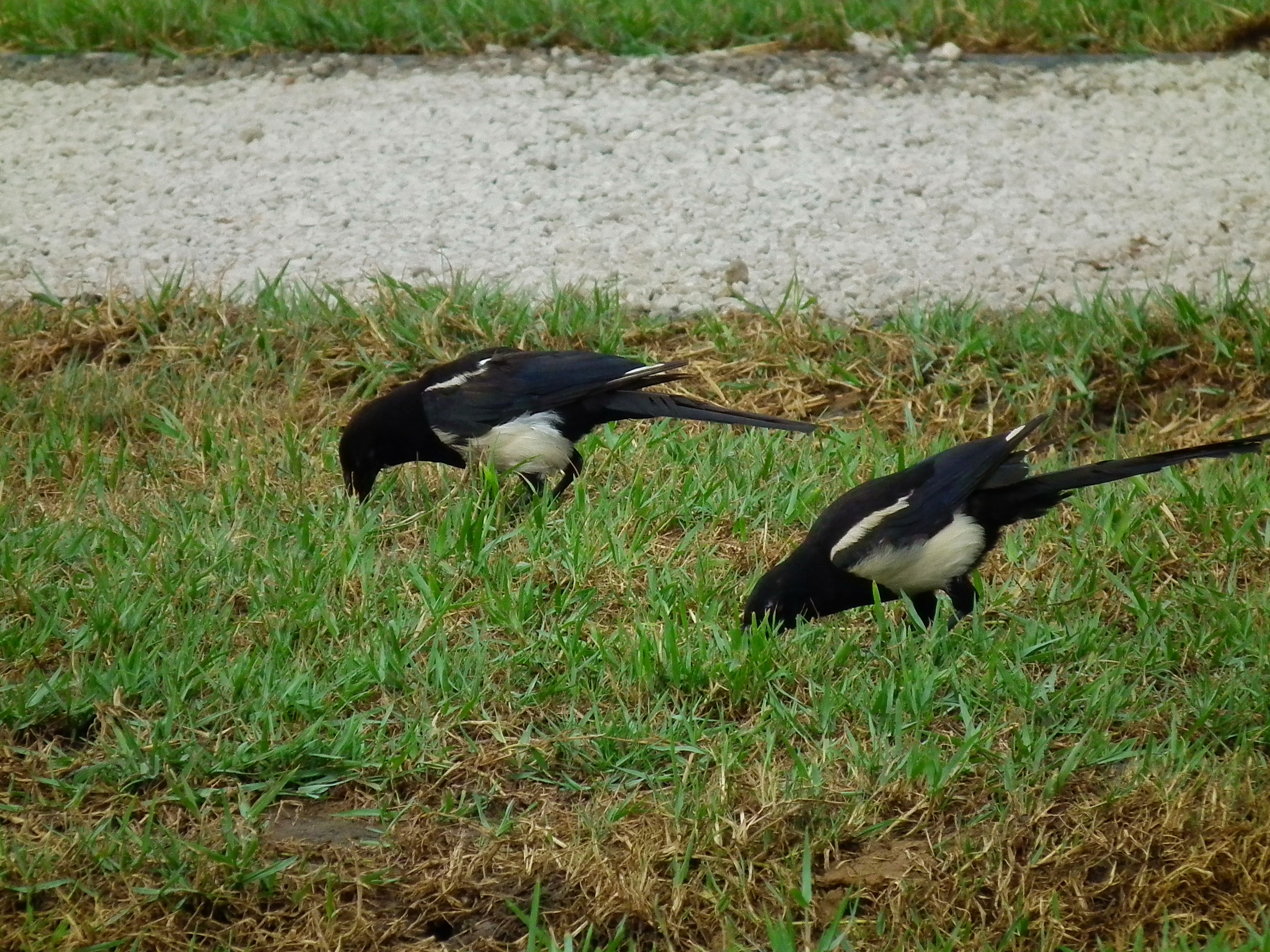
대만
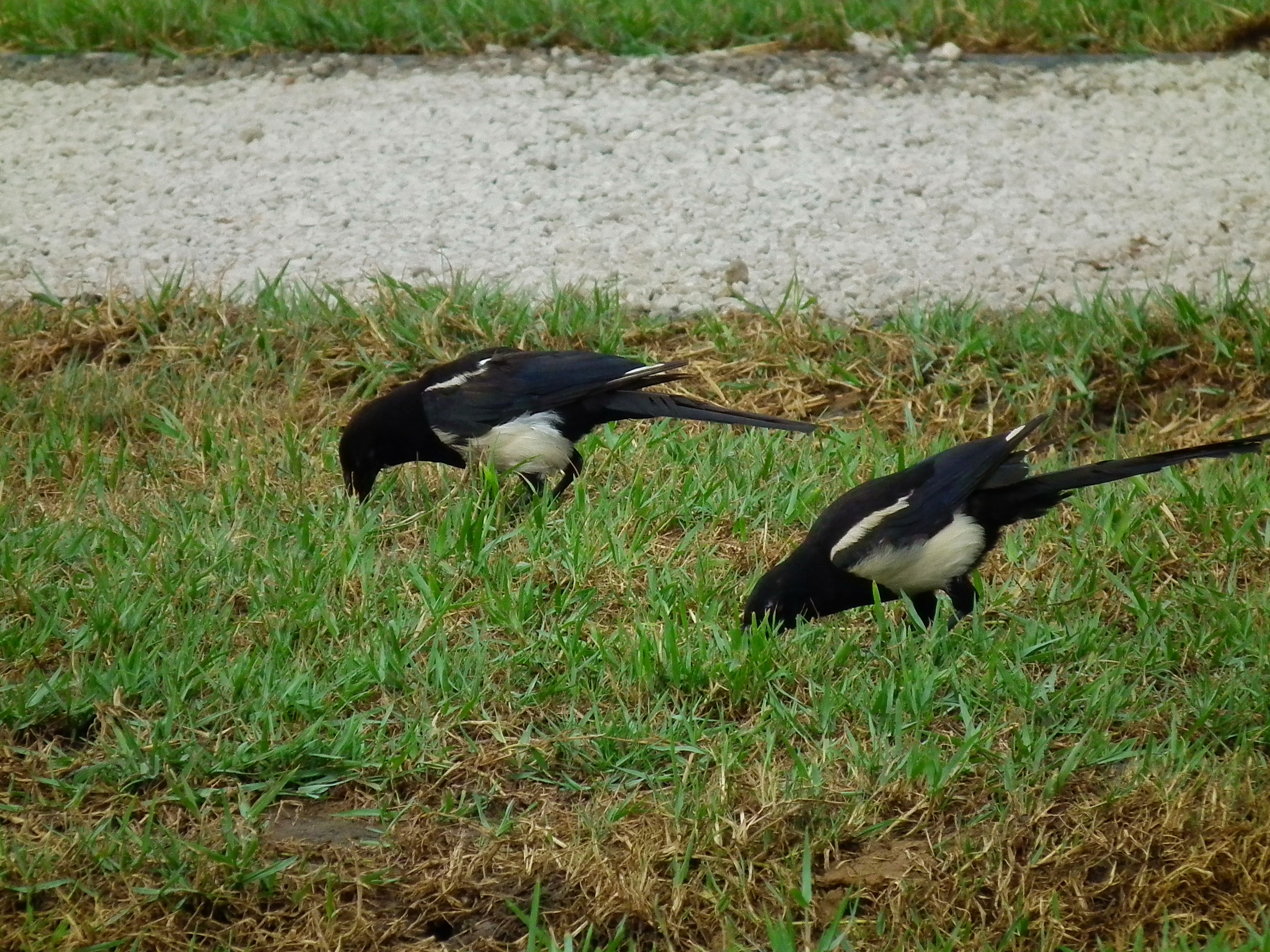
대만 신베이시
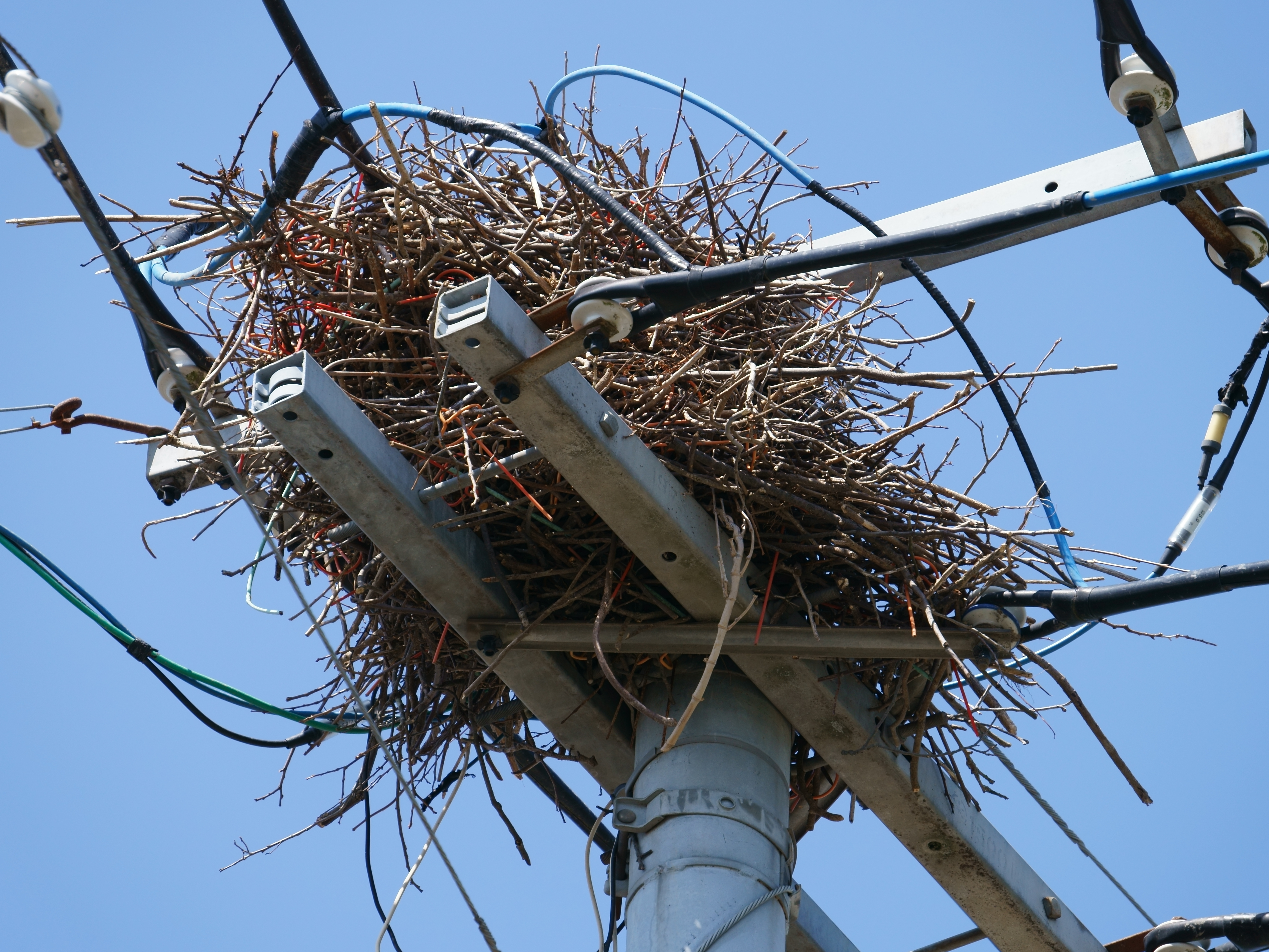
금속 와이어를 사용해 만들어진 까치집.

## 같이 보기
- 까마귀
- 까치발
- 나라새